# دورگه بحری-لاچین
دورگه بحری-لاچین یا واژهٔ ترکیبی پریلانر (به انگلیسی: Perilanner) یک اصطلاح شاهین‌داری برای دورگهٔ بین شاهین بحری و شاهین لاچین است. این بزرگ‌تر و سریع‌تر از یک لاچین است، اما به اندازه یک بحری پرواز نمی‌کند و بنابراین احتمال کمتری دارد که دورتر پرواز کند و گم شود. به عنوان یک قاعده، بحری پدر است و لاچین مادر. این دورگه یک گزینش دوست‌داشتنی برای شاهین‌داران نوین است.
برد پرواز آنها بین لاچین و بحری است و آنها را در دور نگه داشتن فرودگاه از پرندگان وحشی برای جلوگیری از برخورد پرندگان مفید می‌کند.